# Kurt Moeschter
Fritz Hermann Kurt Moeschter (28 de marzo de 1903-26 de junio de 1959) fue un deportista alemán que compitió en remo. Participó en los Juegos Olímpicos de Ámsterdam 1928, obteniendo una medalla de oro en la prueba de dos sin timonel.

## Palmarés internacional
| Juegos Olímpicos | Juegos Olímpicos         | Juegos Olímpicos | Juegos Olímpicos |
| Año              | Lugar                    | Medalla          | Prueba           |
| ---------------- | ------------------------ | ---------------- | ---------------- |
| 1928             | Ámsterdam (Países Bajos) | Medalla de oro   | Dos sin timonel  |